# Max Crocombe
Max Crocombe (Auckland, 12 de agosto de 1993) es un futbolista neozelandés que también posee la nacionalidad británica y que juega como portero en el Millwall F. C. de la EFL Championship.

## Carrera
Firmó un contrato profesional con el Oxford United en 2012 y su debut se produjo el 29 de enero de 2013 en un empate 1-1 ante el Burton Albion. En la temporada logró terminar con el arco en cero en tres partidos de los cuatro en los que atajó, por lo que extendió su contrato con el equipo inglés, que inicialmente finalizaba en 2013, un año más. En 2015 fue cedido a préstamo al Nuneaton Town de la Conference Premier, y luego de haber regresado, tras unos meses fue cedido nuevamente al Barnet. Al regresar al club fue nuevamente dado a préstamo, esta vez al Southport de la National League. En la temporada 2015-16, el Oxford logró el ascenso a la Football League One, pero Crocombe dejó el equipo para firmar con el Carlisle United. Al finalizar la temporada 2016-17, Crocombe no había jugado ni un solo partido, por lo que dejó el club para incorporarse al Salford City de la National League North, sexta división inglesa. Tras dos ascensos en los dos años que estuvo en el club, el 18 de julio de 2019 fichó por el Brisbane Roar F. C. de la A-League australiana. En Brisbane estuvo una temporada, aunque continuó en la misma liga tras fichar por el Melbourne Victory F. C. Tras esta experiencia regresó a Inglaterra para jugar en el Grimsby Town F. C. Dos años después se marchó al Burton Albion F. C., donde estuvo el mismo periodo de tiempo antes de unirse al Millwall F. C.

### Clubes
| Club                             | País       | Año       |
| -------------------------------- | ---------- | --------- |
| Oxford United F. C.              | Inglaterra | 2012-2016 |
| Nuneaton Town F. C. (a préstamo) | Inglaterra | 2015      |
| Barnet F. C. (a préstamo)        | Inglaterra | 2015      |
| Southport F. C. (a préstamo)     | Inglaterra | 2015-2016 |
| Carlisle United F. C.            | Inglaterra | 2016-2017 |
| Salford City F. C.               | Inglaterra | 2017-2019 |
| Brisbane Roar F. C.              | Australia  | 2019-2020 |
| Melbourne Victory F. C.          | Australia  | 2020-2021 |
| Grimsby Town F. C.               | Inglaterra | 2021-2023 |
| Burton Albion F. C.              | Inglaterra | 2023-2025 |
| Millwall F. C.                   | Inglaterra | 2025-     |

### Selección nacional
Fue convocado para representar a Nueva Zelanda en el Campeonato Sub-20 de la OFC 2013 realizado en Fiyi. Rotando con Scott Basalaj por la proximidad de los partidos, disputó los encuentros ante Vanuatu y el seleccionado local, en el que los Junior All Whites se coronaron campeones, logrando la clasificación a la Copa Mundial Sub-20 de Turquía 2013. Allí Crocombe atajaría en los partidos ante Uzbekistán y Croacia.
Fue el arquero titular del combinado neozelandés en los Juegos del Pacífico 2015, en donde no recibió goles. Sin embargo, Nueva Zelanda fue descalificada en semifinales por alinear un jugador inelegible. Con la selección mayor fue parte del plantel que ganó la Copa de las Naciones de la OFC 2016, aunque su debut se produciría el 24 de marzo de 2018 en un amistoso ante Canadá en el que los All Whites perdieron 1-0.

#### Partidos y goles internacionales
| Partidos y goles internacionales | Partidos y goles internacionales | Partidos y goles internacionales | Partidos y goles internacionales | Partidos y goles internacionales | Partidos y goles internacionales | Partidos y goles internacionales |
| #                                | Fecha                            | Estadio                          | Rival                            | Resultado                        | Competición                      | Gol(es)                          |
| -------------------------------- | -------------------------------- | -------------------------------- | -------------------------------- | -------------------------------- | -------------------------------- | -------------------------------- |
| 2018                             |                                  |                                  |                                  |                                  |                                  |                                  |
| 1                                | 24 de marzo                      | Pinatar Arena, Murcia            | Canadá                           | 0 – 1                            | Amistoso                         |                                  |
| 2                                | 2 de junio                       | Mumbai Football Arena, Bombay    | Kenia                            | 1 – 2                            | Copa Intercontinental 2018       |                                  |

## Palmarés

### Títulos nacionales
| Título                | Club               | País       | Año     |
| --------------------- | ------------------ | ---------- | ------- |
| National League North | Salford City F. C. | Inglaterra | 2017-18 |

### Títulos internacionales
| Título                | Club (*)             | País               | Año  |
| --------------------- | -------------------- | ------------------ | ---- |
| Campeonato Sub-20 OFC | Nueva Zelanda sub-20 | Fiyi               | 2013 |
| Copa de las Naciones  | Nueva Zelanda        | Papúa Nueva Guinea | 2016 |
| Copa de las Naciones  | Nueva Zelanda        | Fiyi Vanuatu       | 2024 |

(*) Incluyendo la selección.